# Glorifying the American Girl
Glorifying the American Girl è un film del 1929 diretto da Millard Webb e, per le scene dello spettacolo musicale, da John W. Harkrider: supervisionato da Florenz Ziegfeld, il film presenta un grande show incentrato sulle riviste di Ziegfeld con le sue Follies Girls.
Molte le comparsate e i cameos di personalità artistiche del teatro musicale dell'epoca, da Rudy Vallee a Helen Morgan e Eddie Cantor.
Le canzoni sono state scritte da Irving Berlin, Walter Donaldson, Rudolf Friml, James E. Hanley, Larry Spier e Dave Stamper.

## Trama
Gloria vorrebbe diventare una Ziegfeld Girl ma, per il momento, deve accontentarsi di lavorare in un negozio di musica dove canta gli ultimi successi, accompagnata al piano da Buddy. Questi è un vecchio amico d'infanzia di Gloria, da sempre innamorato di lei. Ma, quando Danny Miller, un artista di vaudeville, chiede a Gloria di diventare la sua nuova partner, la ragazza acconsente perché così pensa di veder realizzati tutti i suoi sogni. Ma quando i due arrivano a New York, la giovane donna si rende conto che Miller voleva solo portarsela a letto e che pone tale condizione per fare di lei una star. Ciò nonostante, Gloria avrà successo quando verrà scoperta da un talent scout di Ziegfeld.

## Produzione

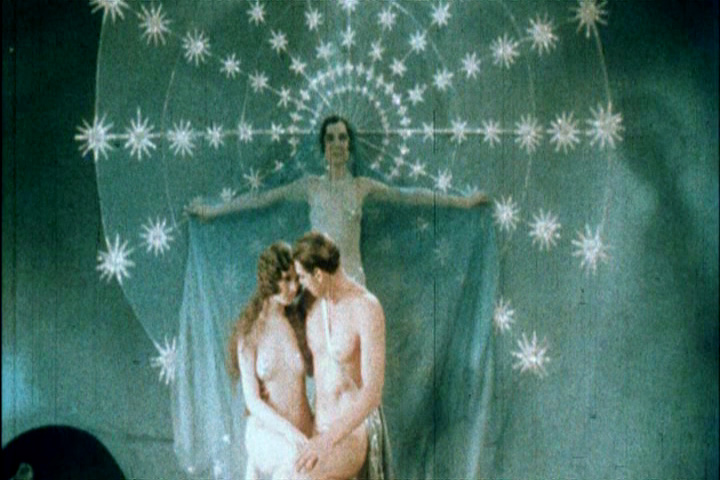
Johnny Weissmuller nei panni di Adone

Il film venne girato a New York negli studi Astoria, prodotto dalla Paramount Pictures. Nelle scene della rivista musicale, ci sono alcuni nudi virtuali, possibili all'epoca perché non era stato ancora adottato il Codice Hays.

## Distribuzione
Il film - presentato da Jesse L. Lasky - fu distribuito dalla Paramount Pictures. Uscì nelle sale statunitensi il 7 dicembre 1929. Distribuito anche all'estero, venne visto anche in Finlandia, dove uscì il 9 febbraio 1931.